# 陣法
陣法（じんぽう）とは、近代以前の東アジアの戦場において、軍における陣の構え方（備）をいう。陣備（じんぞなえ）・陣立（じんだて）・備立（そなえだて）とも称した。

## 概要
陣法とは軍の部隊を戦略的に配置・編制することを意味しており、時代が下るにつれて様々な定型が形成されるようになった。
日本において知られている陣法は中国から伝来した八陣（はちじん）や五行陣（ごぎょうのじん）であり、古代の日本では孫子や諸葛亮が定めたとされる八陣が良く知られていたが、10世紀に大江維時が選んだとされる魚鱗・鶴翼・雁行・偃月（彎月）・鋒矢・衡軛・長蛇・方円（方閊）の8つが後世に重んじられた。また、五行陣の詳細は不明であるが、地形によって五行説に基づいた方・円・曲・直・鋭の5つが用いられたとされている。その他にも車懸や鳥雲などの陣法が知られている。
『日本書紀』においては、天武天皇13年（683年）に諸国に陣法を習わせたとあり、『続日本紀』においても、天平宝字4年（760年）に6人の官人を大宰府に派遣し、唐に留学して兵法に通じた大宰大弐吉備真備から諸葛亮の八陣を学ばせた。戦国時代になると陣法の研究も盛んになり、甲斐武田氏が独自の八陣を創作したと伝えられ、江戸時代には各流派の軍学者が様々な陣法を定式化していった。もっとも、江戸時代にはほとんど戦いが無くなったこともあって、軍学者の陣法は現実の戦闘における有用性からは乖離していくことになる。また、実際の戦闘においても必ずしも陣法に忠実であった訳ではなく、兵力・地形・天候その他の条件に応じてその場その場に対応した陣法を取ったと考えられている。こうした実際に陣法を図表化したものに陣立書がある。